# 戶北宗寬
戶北宗寬（日语：／ Tokita Munehiro，1974年7月16日—）是日本男性聲優。

## 出演作品

### 電視動畫
- 沉默的未知－研究生
- Kanon（第一部）－男學生
- GEAR戰士電童－播音員
- 哲也-被稱為雀聖的男人－客人B、警察
- 奏光之Strain－職員
- 守護月天
- 血色花園－電視記者
- 羅德斯島戰記-英雄騎士傳-
- ONE PIECE－海兵

### 遊戲作品
- 戰國無雙－羽柴秀吉、齋藤道三、武將5
  - 戰國無雙猛將傳－羽柴秀吉、齋藤道三、武將5
- 三國志戰記－諸葛亮、孫策
  - 三國志戰記2－甘寧、荀彧
- 決戰II－曹洪
- Shining Force NEO－マロール
- 少年籃球夢－サスケ、K2
- ROCKMAN ZERO 3－ヴォルティール・ビブリーオ
- 蓋特機器人大決戰!－ニオン
- 召喚夜響曲3－ガネーシャ、レオナ

## 相關連結
- （日語）戶北宗寬的部落格 （页面存档备份，存于）